# Dobšiná
Dobšiná és una ciutat d'Eslovàquia. Es troba a la regió de Košice, a l'est del país. La ciutat es troba molt a prop del Parc Nacional del Paradís Eslovac, i prop de la ciutat es troba la Cova de glaç de Dobšiná, catalogada com patrimoni natural de la UNESCO.

## Història
La primera referència escrita de la vila data del 1326.

## Demografia
| Godina             | 1994 | 2004   | 2014    | 2024   |
| ------------------ | ---- | ------ | ------- | ------ |
| Nombre de persones | 4695 | 5103   | 5671    | 5169   |
| Diferència         |      | +8,69% | +11,13% | −8,85% |

| Godina             | 2023 | 2024   |
| ------------------ | ---- | ------ |
| Nombre de persones | 5154 | 5169   |
| Diferència         |      | +0,29% |

## Ciutats agermanades
- Kobiór, Polònia
- Rudabánya, Hongria
- Sajószentpéter, Hongria
- Šternberk, República Txeca
- Teistungen, Alemanya

1. 1 2  «Počet obyvateľov podľa pohlavia - obce (ročne) [om7101rr_obce=AREAS_SK]».   Statistical Office of the Slovak Republic, 31-03-2025. [Consulta: 31 març 2025].